# Louise de France (1515-1518)
 (mai 2012).
Si vous disposez d'ouvrages ou d'articles de référence ou si vous connaissez des sites web de qualité traitant du thème abordé ici, merci de compléter l'article en donnant les références utiles à sa vérifiabilité et en les liant à la section « Notes et références ».
Cet article concerne la fille de François Ier. Pour la fille de Louis XV du même nom, voir Louise de France.
Louise de France (19 août 1515 - 21 septembre 1518) est la fille aînée et donc la première fille du roi de France François Ier et de la reine Claude de France. 

## Biographie
Sa grand-mère paternelle, Louise de Savoie, mentionne sa date et son heure de naissance dans son journal, après avoir évoqué le départ du jeune roi de France pour la bataille de Marignan :

« Le lundi 30 de juillet 1515 mon fils partit de Lyon pour aller contre les Suisses
et autres occupateurs de sa Duché de Milan. […]
Aoust
Madame Loyse fille aisnée de mon fils fut née à Amboise 1515.
Le 19 jour d'Aoust à 10 heures 47 minutes après midy »

Lors du traité de Noyon, en 1516, son père, le roi François Ier, offrit sa main à son rival, Charles de Gand (ou de Habsbourg), futur empereur Charles Quint, apportant en dot les droits prétendus de la France sur le royaume de Naples et allouait 25 000 écus par an pour l'entretien de la princesse jusqu'au jour de la célébration du mariage. C'est ce qu'explique l'historien Alexandre Henne, qui précise également les détails financiers du traité :
« En cas de mort de Louise, Charles épouserait une autre fille du monarque français (Charlotte) et, à leur défaut, Renée. En compensation de la renonciation de François Ier à ses droits sur Naples, son futur gendre s'engageait à lui payer annuellement, jusqu'à la conclusion de ce mariage, 100 000 écus d'or au soleil pour la possession de ce royaume, et ensuite 50 000, sa vie durant ou jusqu'à qu'un enfant naquit de cette union. »
C'est le grand maître de France Artus Gouffier de Boisy qui fut nommé le 13 août 1516 pour rencontrer Guillaume de Croÿ, seigneur de Chièvres, ambassadeur et proche conseiller de Charles de Gand, afin de négocier le mariage. Mais la mort prématurée de Louise de France le 21 septembre 1518 empêchera cette union.

## Portraits
Selon le chercheur Alexandre Bereczki, il existe deux portraits peints de Louise de France par deux peintres de l'époque : 
L'un réalisé par Jean Clouet, le premier peintre du roi et son valet de chambre attitré ; ce portrait aurait été commandé par Louise de Savoie, après le traité de Noyon, en 1516. Selon ce chercheur, en se référant à plusieurs archives, ce premier portrait n'est autre que l'énigmatique tableau visible aux Musées Royaux de Belgique, ayant actuellement pour seul titre La fillette à l'oiseau mort ; jusqu'à présent, aucun expert n'avait pu ni identifier avec certitude la fillette représentée sur ce portrait ni attribuer l'œuvre à aucun peintre précis. 
Le second portrait de Louise de France aurait été réalisé en 1518, par Léonard de Vinci, secondé par son disciple Francesco Melzi. Léonard était alors présent à Amboise, le jour de la mort de la jeune princesse, tandis que ses parents, le roi François 1er et son épouse la reine Claude de France, étaient absents ; Léonard vivait alors au château du Cloux depuis 1516, ayant été invité par le roi et sa mère, Louise de Savoie. Ce second portrait est actuellement dans les mains d'un collectionneur privé.

## Annexe